# Franzjosef Müser
Franzjosef Müser (* 24. April 1897 in Daseburg; † 27. Juni 1976 in Norden) war ein deutscher Politiker der CDU.

## Leben
Nach dem Abitur in Warburg studierte Müser, der römisch-katholischen Glaubens war, Rechtswissenschaften. Nach Absolvierung beider Staatsexamina war er seit 1924 zunächst Gerichtsassessor. Von 1926 bis 1942 arbeitete er als Rechtsanwalt und Notar. 1942 wurde er Justiziar der Gelsenkirchener Bergwerks-AG und war anschließend von 1945 bis 1953 Vorstandsmitglied des Bochumer Vereins, bevor er Bergwerksdirektor der Zechen Carolinenglück und Graf Moltke wurde.
Müser beteiligte sich an der Gründung der CDU in Bochum. Von 1956 bis 1963 war er deren Kreisvorsitzender. Müser gehörte von 1953 bis 1965 dem Deutschen Bundestag an. 1953 und 1957 gewann er den Wahlkreis Bochum direkt und 1961 zog er über die Landesliste der CDU Nordrhein-Westfalen ins Parlament ein. Von 1946 an war Müser auch Mitglied des Stadtrates von Bochum.